# Donald Norcross
Pour les articles homonymes, voir Norcross.
Donald W. Norcross, né le 13 décembre 1958 à Pennsauken (New Jersey) (en), est un homme politique américain, élu démocrate du New Jersey à la Chambre des représentants des États-Unis depuis 2014.

## Biographie
Donald Norcross est originaire des environs de Camden, dans le New Jersey. Diplômé du Camden County College (en), il devient électricien puis représentant du personnel.
En 2010, il entre à l'Assemblée générale du New Jersey puis au Sénat de l’État.
En 2014, il est candidat à la Chambre des représentants des États-Unis pour terminer le mandat de Rob Andrews, démissionnaire, et pour le prochain mandat. Notamment soutenu par son frère George, influent au sein du Parti démocrate du New Jersey, Norcross remporte la primaire face au maire de Logan Township (en) Frank Minor et au vétéran Frank C. Broomell. Le 4 novembre 2014, il est élu avec 57,4 % des voix contre 39,4 % pour le républicain Garry Cobb. En 2016, il remporte la primaire démocrate face à un candidat pro-Bernie Sanders et est réélu quelques mois plus tard dans son district démocrate de la région de Camden.